# Crawford Long
Pour les articles homonymes, voir Long.
Crawford Williamson Long (1er novembre 1815-16 juin 1878) est un chirurgien et un pharmacien américain, généralement considéré comme l'inventeur, en 1842, de l'anesthésie à l'éther.
En l'absence de publication dans une revue médicale, ses expériences furent ignorées et le procédé, découvert et documenté parallèlement par William Thomas Green Morton à la même époque, est généralement porté au crédit de ce dernier.

## Naissance et études
Fils de James et Elizabeth Long, Crawford Williamson Long naît le 1er novembre 1815 à Danielsville dans le comté de Madison (Géorgie). Son père est sénateur de l’État, négociant et planteur. Il donne pour prénom à son fils le nom de son ami et collègue, l’homme d’État géorgien William H. Crawford.
À l’âge de quatorze ans, après avoir obtenu son diplôme au lycée local, il s’inscrit à l’université de Géorgie à Athens. Il y rencontre  Alexander Stephens, futur vice-président des États sudistes pendant la Guerre de Sécession, avec lequel il partage une chambre. En 1835, il reçoit son diplôme et, à l’automne 1836, commence à étudier au Transylvania College à Lexington dans le Kentucky. Là, il suit les cours de Benjamin Dudley, un chirurgien réputé, assiste à de nombreuses interventions chirurgicales et observe les effets des opérations sans anesthésie. Après avoir passé un an au Transylvania College, il s'inscrit  l’université de Pennsylvanie à Philadelphie, et y observe certaines des technologies médicales les plus avancées de l’époque. Il passe son doctorat en médecine à l’université de Pennsylvanie en 1839.

## Premiers essais avec l'éther
Après un stage de 18 mois à New York, il revient en Géorgie où, en 1841, il reprend un cabinet médical rural à Jefferson, dans le comté de Jackson. Après avoir observé que les effets de l’éther diéthylique (« l’éther ») étaient les mêmes que ceux décrits par Humphry Davy pour l’oxyde nitreux en 1800, il utilise l’éther pour la première fois, le 30 mars 1842, afin de retirer une tumeur du cou d’un de ses patients, James M. Venable, lui faisant simplement respirer une serviette imbibée d’éther sulfurique. 
Pendant les années qui suivent, il effectue de nombreuses autres interventions chirurgicales en utilisant cette technique, l’introduisant dans sa pratique obstétricale (y compris sur son épouse) et pour les amputations. Malgré son utilisation continue de l’anesthésie à l’éther, il ne publie pas immédiatement ses résultats, qui ne paraissent finalement qu’en 1849, dans le Southern Medical and Surgical Journal. Une copie originale de cette publication est conservée à la Bibliothèque nationale de médecine des États-Unis.

## Vie privée
Pendant ses études à l'université de Géorgie, Long appartient à la Demosthenian Literary Society. C'est également un cousin de Doc Holliday, figure légendaire de l’Ouest, et il est possible qu’il ait pratiqué l’opération sur la fente labio-palatine de celui-ci.
En 1842, Crawford Long épouse Caroline Swain, qui lui donnera douze enfants, dont sept atteignent l'âge adulte, dont Frances Long Taylor (1845-1930), médecin. La famille s'installe à Atlanta en 1850, puis à Athens en 1851, pour se rapprocher de ses amis et de sa famille. Là, avec son frère Robert, il ouvre un cabinet privé et une pharmacie sur Broad Street, juste en face du campus. Pendant la guerre de sécession, il rejoint une unité de la milice d'Athens, y servant comme chirurgien.

## Réinvention du procédé par William Thomas Green Morton
Le 16 octobre 1846, ignorant les travaux de Crawford Long sur l'anesthésie à l'éther, William Thomas Green Morton en fait la démonstration devant un auditoire médical, au Massachusetts General Hospital à Boston (Massachusetts). Un article est publié dans le numéro de décembre 1846 du Medical Examiner, et le numéro de janvier 1847 présente davantage de preuves et d'expériences d'éthérisation, alertant Crawford Long sur cette réutilisation de sa découverte. Il commence alors à documenter les détails de ses expériences, recueillant les comptes rendus de ses patients et faisant authentifier leurs lettres.  Il apprend par ailleurs que deux autres médecins revendiquent eux aussi cet usage de l'éther : Charles Jackson et Horace Wells.

## Controverse de l'éther
À partir de 1846, une controverse sur la paternité de l'anesthésie à l'éther oppose Morton, qui en a fait le premier la démonstration publique, Wells, son ancien associé, qui l'a inspiré, Long, qui l'a sans doute découverte et d'autres médecins. En 1849, pour appuyer tardivement ses travaux, Long, qui a sollicité ses anciens patients pour obtenir leurs témoignages, présente sa découverte au Medical College of Georgia et dans un journal local, mais il faudra attendre que le Dr Marion Sims, un chirurgien célèbre de New York, publie le premier article important sur la contribution de son confrère pour que son travail, et son antériorité, soient pris en considération. 
La « controverse de l'éther » est alimentée par une récompense de 200 000 dollars promise par le Congrès américain. 

Dans son premier article, qui traite de la controverse, Long explique le retard pris dans la publication de ses résultats :
MM. Jackson, Morton et Wells me disputent l'honneur d’avoir été le découvreur des pouvoirs anesthésiques de l'éther, et il s’est écoulé un temps considérable avant que je pusse déterminer la période exacte où avaient été effectuées leurs premières opérations. En constatant ce fait j'ai, par négligence, laissé s'écouler beaucoup plus de temps que je n'avais prévu, ou que me conseillaient mes amis dans la profession, que j'avais consultés ; mais comme aucun compte rendu n'a été publié (dans la mesure où j'ai pu le vérifier), l'inhalation d'éther a été utilisée pour prévenir la douleur dans les opérations chirurgicales dès le mois de mars 1842. Mes amis pensent que je commettrais une injustice envers moi-même si je ne faisais pas savoir à mes confrères de la profession médicale que c’est moi qui ai été le premier à utiliser l'éther par inhalation dans la pratique chirurgicale.

Dans sa correspondance, Long soupçonne également Morton et Wells d'avoir pris connaissance de sa méthode lors d'un voyage dans le Sud :
Permettez-moi de dire qu'un dentiste et un chirurgien de Boston (Massachusetts) se trouvaient dans le comté de Jefferson Jackson en 1842, 1843 ou 1844 et y sont restés pendant plusieurs semaines. Le dentiste exerçait sa profession et le chirurgien opérait des personnes atteintes de strabisme - j'ai toujours pensé qu'il était probable que le dentiste était Morton ou Wells, et qu’il a eu  connaissance à ce moment-là du fait que j’utilisais l'éther dans les opérations chirurgicales. Je n'ai pas été en mesure de connaitre avec certitude le nom du dentiste, si vous connaissez l'histoire du Dr Wells, vous pouvez peut-être savoir s’il a bien fait un voyage dans le Sud à cette époque.
Reconnu aujourd'hui comme le véritable inventeur du procédé, Long ne put pas jouir de cette reconnaissance de son vivant, pas plus d'ailleurs que Morton.

## Décès

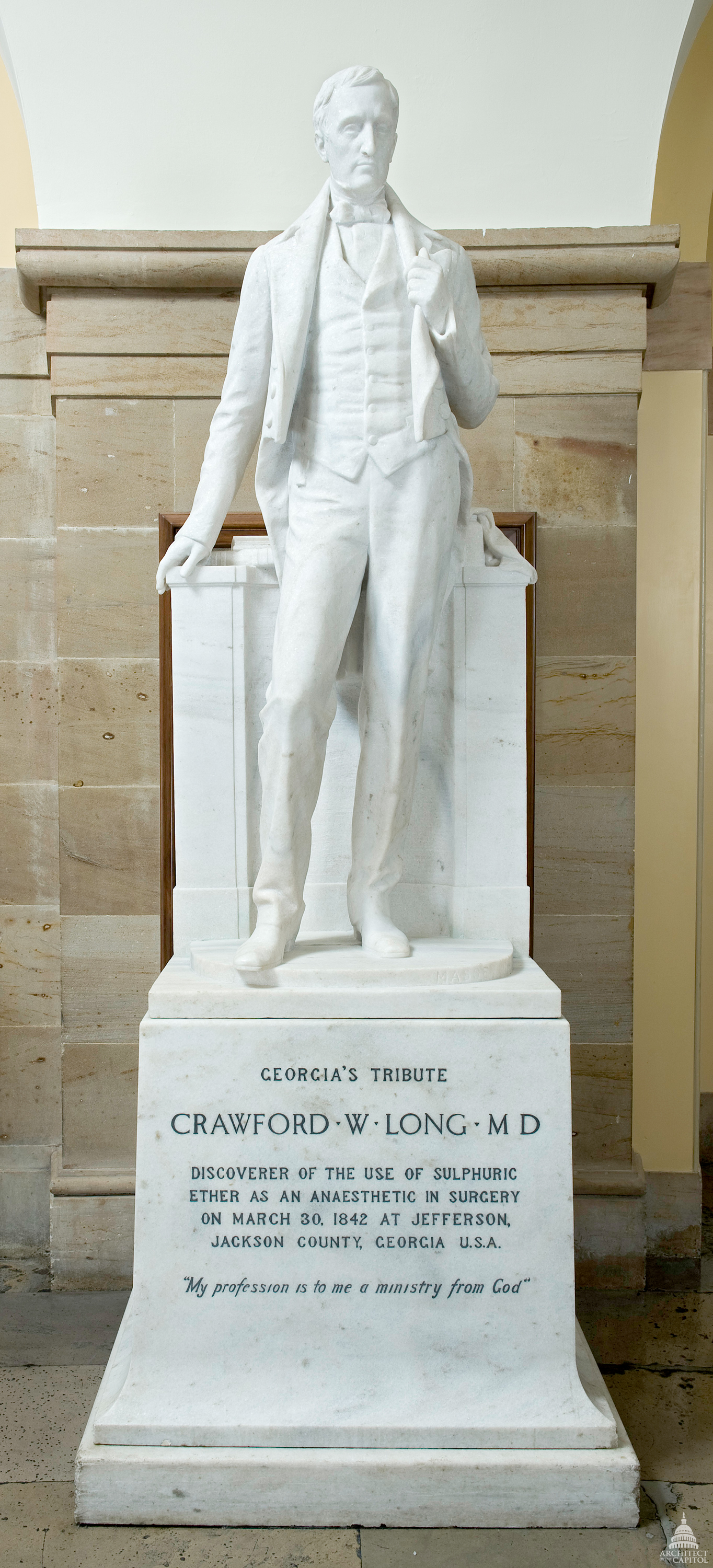
Statue en marbre de Crawford Long dans la crypte du Capitole des États-Unis.

Crawford Long meurt d'un accident vasculaire cérébral le 16 juin 1878, peu de temps après avoir aidé à un accouchement. Il repose avec sa femme au cimetière d'Oconee à Athens en Géorgie. Pendant toute sa carrière professionnelle, il resta intimement convaincu d’avoir été appelé à servir l'humanité, expliquant que sa profession était un « ministère donné par Dieu » et que « son ambition la plus haute était de faire le bien, et de laisser un monde meilleur grâce à ses travaux. ».